# Chrysina psittacina
Chrysina psittacina är en skalbaggsart som beskrevs av Sturm 1843. Chrysina psittacina ingår i släktet Chrysina och familjen Rutelidae. Inga underarter finns listade i Catalogue of Life.